# Museo nazionale di archeologia del mare
Il Museo nazionale di archeologia del mare è un museo archeologico situato a Caorle, nella città metropolitana di Venezia.
Dal dicembre 2014 il Ministero per i beni e le attività culturali lo gestisce tramite il Polo museale del Veneto, nel dicembre 2019 divenuto Direzione regionale Musei.

## Storia
Nel 1992 quattro subacquei di Pordenone ritrovano al largo di Caorle il relitto di un'antica nave romana (Caprulae ferax) del II secolo a.C., conosciuta come "Caorle 1". Durante le campagne subacquee del 1992/1993, 1994 e 1995/1996 vengono rinvenute anfore da vino del tipo "Lamboglia 2", due macine (di cui una completa della parte superiore chiamata "catillus"), vasellame (lolle, brocche e coppette), ceppi d'ancora in piombo. Vengono rinvenuti anche piccoli cannoni e frammenti ceramici medievali e, nel giugno 1998, un frammento architettonico rinascimentale.
Nel novembre 1995 viene scoperto il relitto del brigantino francese-italico "Mercurio" (Mercure), una nave militare del XIX secolo ("Caorle II", rinvenuta tra Caorle ed Eraclea): lo scafo in rame (40 x 10 metri) e il fasciame sono in ottimo stato conservativo. Nella primavera successiva vengono rinvenute delle palle di cannone in ferro, a testimonianza dell'affondamento dell'imbarcazione avvenuta il 22 febbraio 1812 durante la battaglia di Grado.
A seguito di questi importanti ritrovamenti archeologici sottomarini, nasce l'idea di istituire un museo nazionale di archeologia marina.

## Struttura

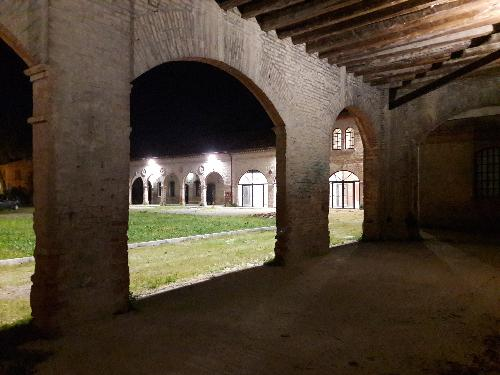
La sede del museo

Il museo è allestito presso gli edifici costruiti agli inizi del Novecento su incarico del Cavalier Ugo Trevisanato e facenti parte dell'ex azienda agricola Chiggiato, in località Sansonessa, alle porte di Caorle.
La struttura, dopo un restauro costato circa 4 milioni di euro iniziato nel 2008, è stata inaugurata l'8 agosto 2014. Il complesso architettonico della corte rurale ospita anche l'Azienda di Promozione Turistica, il centro di promozione dei prodotti agricoli locali e il comando della polizia municipale.
Al primo piano del museo è collocata la mostra permanente "TerredAcque", dove sono esposti i reperti archeologici (provenienti dall'ex Museo civico caprulano) del villaggio protostorico di San Gaetano, del "Portus Reatinum" citato da Plinio il Vecchio, dell'antica città di Caprulae, fino alle testimonianze di epoca medievale e moderna.
Al piano terra è presente uno spazio espositivo per allestimenti temporanei.
Nel cortile esterno è presente una tensostruttura che ospita un trabaccolo, tipica imbarcazione simile alle imbarcazioni latine e medievali.

## Esposizione
Il Museo è articolato in due sezioni.
La visita inizia con la prima parte espostiva TERREDACQUE da mostra a museo, allestita già nel 2014 dall’allora Soprintendenza per i beni archeologici del Veneto. In queste sale, situate al primo piano del Museo, sono stati esposti i reperti più significativi rinvenuti a Caorle e in siti limitrofi, databili in un ampio arco cronologico che va dall'età del bronzo recente (XIII—prima metà XII secolo a.C.) all'epoca moderna. Il progetto espositivo, elaborato dalla Soprintendenza, mirava a far conoscere ai visitatori l'evoluzione storico-archeologica dell’area: dal villaggio protostorico di San Gaetano al Portus Reatinum di Plinio al moderno centro di Caorle.
Nelle sale al piano terra è invece raccontata la storia del brick Mercurio, un'imbarcazione da guerra a due alberi, armata con due vele quadre e una vela trapezoidale con un solo ponte, costruita in età napoleonica e ceduta dai Francesi alla flotta italiana. Il vascello saltò in aria il 22 febbraio del 1812, perché colpito al Santa Barbara, cioè nelle polveri poste a poppa, durante la battaglia di Grado, combattuta dagli Italo-francesi contro gli Inglesi. Solo tre marinai dell'intero equipaggio, costituito in particolar modo da Veneziani, riuscirono a salvarsi, gli altri morirono nella terribile esplosione. Il ruolo di bordo, conservato nell'Archivio di Stato di Venezia, ha fornito importanti informazioni sull'equipaggio, comandato da Giovanni Palicucchia. Da questo documento sappiamo che sulla nave era imbarcata anche una donna, la moglie dell’unico custode e che a bordo Francesco Martinelli e Lodovico Garbisa, entrambi veneziani, si occupavano dell'attività di calafataggio. In seguito al rinvenimento casuale a sette miglia da punta Tagliamento di un pezzo di artiglieria connesso allo sfortunato brick, la Soprintendenza per i beni archeologici del Veneto nel 2001 avviò indagini subacquee in cui furono individuate altre evidenze archeologiche così significative che portarono allo svolgimento dal 2004 al 2011 di campagne estive di scavo stratigrafico nell’area in cui affondò il Mercurio. Le indagini subacquee hanno permesso di ottenere moltissime informazioni sul relitto e hanno portato al recupero di utensili per la vita di bordo, di elementi dell’artiglieria, di due carronate del vascello, di una petriera, di armi, di munizioni e di oggetti personali del suo equipaggio. Gli importanti risultati scientifici conseguiti dal progetto di ricerca sviluppato dall’Università di Venezia hanno indotto il Polo museale del Veneto a dedicare una sezione del Museo Nazionale di Archeologia del Mare di Caorle a questo relitto. Nella nuova sezione dedicata al Mercurio, per rendere la visita più immersiva ed “esperienziale”, adatta a diversi tipi di pubblico, sono stati realizzati dei dispostivi multimediali e interattivi, schermi touch che permettono di esplorare la ricostruzione del Mercurio o lo scavo del relitto, dispositivi che permettono di sfogliare documenti digitalizzati come il ruolo di bordo e le videoproiezioni usate per “aumentare” la capacità narrativa degli oggetti e degli eventi più significativi. In un’altra sala si trovano la ricostruzione della poppa in scala reale, armata con le carronate, la riproduzione in scala 1:2 delle ordinate del vascello e alcune vetrine in cui sono stati esposti i reperti rinvenuti nello scavo subacqueo corredati da pannelli. Nella sezione multimediale vi è anche una postazione dedicata alla realtà virtuale, che permette di simulare un'immersione subacquea nell'area dello scavo del relitto.